# NGC 4588
NGC 4588 is een balkspiraalstelsel in het sterrenbeeld Maagd. Het hemelobject werd op 13 april 1784 ontdekt door de Duits-Britse astronoom William Herschel.

## Synoniemen
- UGC 7810
- MCG 1-32-124
- ZWG 42.189
- VCC 1772
- PGC 42277